# FC 비킹이트
FC 비킹이트(FC Viikingit)는 핀란드 헬싱키 부오사리의 축구 클럽으로, 현재 위쾨넨에서 활동하고 있다.
이 팀은 1965년에 부오사렌 비킹이트(Vuosaaren Viikingit, "부오사리의 바이킹"이라는 뜻)라는 이름으로 창단했으며 1998년에 현재와 같은 이름의 축구 클럽으로 분리되어 오늘에 이르고 있다.

## 성적
- 위쾨넨
  - 우승 1회 (2006)